# Ceplenița (gmina)
Ceplenița – gmina w Rumunii, w okręgu Jassy. Obejmuje miejscowości Buhalnița, Ceplenița, Poiana Mărului i Zlodica. W 2011 roku liczyła 3966 mieszkańców.